# مادبا
مادَبا مرکز استان مادبا در اردن قرار گرفته و با ۶۰ هزار نفر جمعیت، پنجمین شهر پرجمعیت این کشور است. شهرت این شهر بیشتر به‌خاطر موزائیک‌های بیزانسی و اموی در آثار باستانی آن است. مادبا در ۳۰ مایلی جنوب غربی پایتخت اردن، امان است.

## تاریخ
مادبا تاریخ طولانی ای دارد که قدمت آن به دوران نوسنگی می‌رسد. شهر مادبا روزگاری شهر مرزی موبایت بوده‌است که نام آن در انجیل، سفر اعداد ۲۱:۳۰ و کتاب یوشع ۱۳:۹ آمده‌است. شهر مادبا از عصر مفرغ وجود داشته‌است.
در زمان حکومت امپراتوری رم و امپراتوری بیزانس؛ یعنی از قرن دوم تا هفتم پس از میلاد مسیح، مادبا بخشی از پترا عرب (پراوینسیا عرب) بود که توسط تراژان، امپراتور روم به منظور جایگزینی پادشاهی نبطی‌های پترا بنیاد نهاده شد. اما در زمان حکومت خلیفه اموی اسلامی، مادبا بخشی از جنوب جند فلسطین به‌شمار می‌آمد.
اولین نشانه جامعه مسیحی متعلق به اسقف این شهر، در قوانین شورای چالسیدون به سال ۴۵۱ یافت شده‌است که کنستانتین، سراسقف منطقه سراسقف نشین بوسترا که مرکز محلی محسوب می‌شد، به نمایندگی از گایانو، اسقف مادبایی آن را امضا کرده‌است.
بازسازی این شهر پس از ویرانی در سال ۱۸۸۰ و به دست ۹۰ خانواده عرب مسیحی که اهل کراک در جنوب منطقه بودند و تحت رهبری دو کشیش ایتالیایی متعلق به دوره به طریقی لاتین اورشلیم، با تحقیقات باستان شناختی مقارن شد و آن نیز به نوبه خود، به‌طور قابل توجهی اسناد و مدارک ناچیز موجود در این خصوص را تکمیل کرد.

## مذهب
مادبا محل زندگی شمار زیادی از مسیحی‌های اردنی است که قریب به ۳۵ تا ۴۰ درصد جمعیت شهر را تشکیل می‌دهند.

## یافته‌های باستان شناختی در شهر مادبا
نقشهٔ موزائیک مادبا در سال ۱۸۹۶ توسط اف. گیوسپ مانفردی کشف شد و یافته‌های آن یک سال بعد چاپ و منتشر شد. این کشف باعث شد توجه دانشمندان سراسر جهان به این شهر جلب شود. مادبا «شهر موزائیک» در اردن نام گرفته‌است.

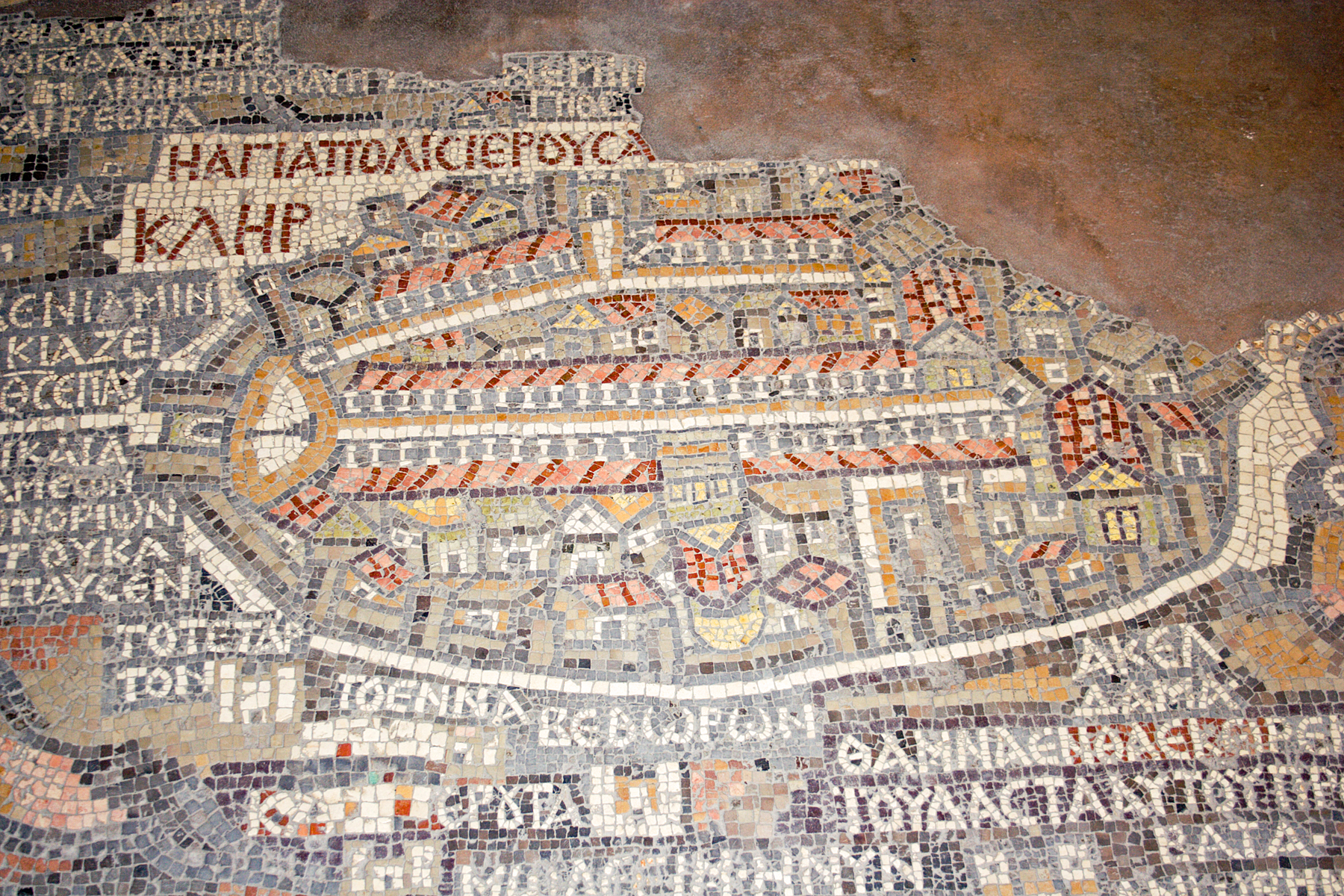
نقشه‌ای از اورشلیم متعلق به قرن ششم

قسمت شمالی این شهر منطقه‌ای بود که بیشترین تراکم بناهای موزائیک را در خود جای داده بود. در خلال دوران بیزانس و اموی‌ها، این منطقه شمالی که جاده رومی ستون بندی شده از آن عبور می‌کرد، شاهد ساختن کلیسای نقشه، عمارت اربایب هیپولیتیس، کلیسای مریم مقدس، کلیسای الیجای پیامبر و سرداب آن، کلیسای شهدای مقدس (الخدیر)، کاخ برنت و کلیساهای خانوادهٔ سونا و سالاتیا بود.
نقشه موزائیک مادبا یکی از نقشه‌های نمایه‌ای منطقه است که از زمان ساخت ششمین کلیسای انگلیس وجود داشته و در کلیسای ارتدکس یونانی سنت جورج نگهداری می‌شود. این نقشه که دو میلیون تکه سنگ رنگی دارد، تپه‌ها و دره‌ها، روستاها و شهرهای فلسطین و دلتای نیل را به تصویر می‌کشد. در این اثر موزائیک شکل و ظاهر اولیه و دست نخوردهٔ اورشلیم بیزانسی، تحت عنوان «شهر مقدس» وجود دارد. این نقشه که «کاردو» یا معابر مرکزی ستون بندی شده و مقبره مقدس در آن کاملاً نمایان و مشخص است، جزئیات و اطلاعات مهمی را در خصوص رویدادهای بزرگ قرن ششم در اختیار ما قرار می‌دهد. نقشه یادشده یکی از راهنماهای بسط و گسترش دانش دانشگاهی دربارهٔ ساختمان فیزیکی اورشلیم پس از انهدام و بازسازی آن در سال ۷۰ پس از میلاد مسیح بوده‌است.
دیگر شاهکارهای موزائیک کشف شده در کلیسای مریم مقدس و حواریون و موزه باستان‌شناسی انبوهی از گل‌ها و گیاهان، پرندگان و ماهی‌ها، حیوانات و جانورهای عجیب و غریب و نیز صحنه‌هایی از اساطیر و فعالیت‌های روزانه شکار، ماهی‌گیری و کشاورزی را به تصویر می‌کشند. صدها موزائیک دیگر متعلق به قرن پنجم تا هفتم در سراسر شهر مادبا پراکنده هستند.